# Кеметична Ортодоксія
Кеметична Ортодоксія (англ. Kemetic Orthodoxy) це новітній релігійний рух заснований на кеметизмі, який в свою чергу є реконструкцією стародавньої Єгипетської релігії. Рух був заснований у 1988 році Тамарою Сіуда, яка й досі залишається його релігійним лідером.
Незважаючи на свою назву, Сіуда вважає Кеметичну Ортодоксію скоріш культовою ідеєю ніж відкритою релігією (релігією одкровення). Члени руху не додержуються будь-якого священного писання, а віддають приоритет практиці “правильних” дій, ритуалів та літургії. Богослужіння часто відбувається у святинях, та може носити як публічний так і особистий характер. Головна святиня розташована у місті Джолієт, штат Іллінойс, низка святинь є у інших країнах по всьому світу.
Члени релігійного руху дотримуються п’яти основних принципів у своїх віруваннях:
- дотримання моральних принципів Маат
- віри в Нет'єр (богів Єгипту)
- віри в Акху
- активної участі в релігійному житті та поваги до вірян
- визнання Сіуди релігійним лідером руху (Нісутом)

Члени релігійного руху називаються “Шемсу”. Рух вважається відомим за свій розмір та «першість в Інтернеті», а також за свій вплив на кеметизм загалом. Багато інших груп кеметистів відокремилися від нього. Наявність центральної влади та акцент на традиції в кеметичній ортодоксії є незвичним серед релігій, що в основному були організовані в Інтернеті.

## Основні принципи
Члени руху стверджують, що релігія базується на релігійних практиках Стародавнього Єгипту. Однак це не реконструктивна релігія - хоча вона прагне базуватися на первинних єгипетських джерелах, вона також включає обряди, які були винайдені Сіудою, і включає елементи з інших сучасних африканських традиційних релігій та релігій африканської діаспори.
Релігія має п’ять основних догматів, які часто описують як чотири головні догмати, об’єднані фундаментальною вірою в дотримання маат. Організація не вважає ці положення догмою. Замість цього вони повідомляють, що вони формують основу того, у що вірить більшість членів кеметичної ортодоксії, але те, у що вірить кожен окремий член, може відрізнятися. Релігія не вимагає, щоб усі члени практикували служіння абсолютно однаково, а різні погляди розглядаються просто як різні способи розуміння Бога.

### Дотримання Маат
У давньоєгипетській релігії слово Маат відноситься як до принципів істини, справедливості та рівноваги, так і до богині, яка уособлює ці принципи. Дотримання Маат є центральним у кеметичній практиці. Ритуали та молитви, які здійснюють члени, сприймаються як внесок у поширення принципів Маат, хоча їх також заохочують до матеріальних внесків щодо питань соціальної справедливості. House of Netjer виступила з публічною заявою, в якій засудила поліцейське насильство та антиміграційну політику в США.

### Віра в Нет'єр (богів)
Члени релігії вірять в те, що давньоєгипетські боги є проявами вищої істоти, яку вони називають Нет’єр, що перекладається як «божественна сила». Таким чином, вони називаються «Іменами» Нет'єра. Незважаючи на те, що веб-сайт House of Netjer називає цю віру монолатрією, точніше її характеризують як інклюзивний монотеїзм. Імена розуміються як персональні божества, безособові сили та метафоричні поняття одночасно. Крім того, вважається, що імена можуть зливатися та ототожнюватися одне з одним, що призводить до різних історично засвідчених синкретизацій, таких як Сехмет-Хатор. Сіуда вважає, що вони проявляють себе таким чином, щоб «дозволити людям зрозуміти їх на інтелектуальному рівні».
Учасники повідомляють, що отримують повідомлення від Нет'єр у формі снів, ознак і ворожінь, а також відчувають його присутність у природних явищах.

### Вшанування Акху (предків)
Члени руху вірять, що їхні предки живуть у Дуаті як Акху. Оскільки Акху вже випробували життя як люди, вважається, що вони можуть дати цінні поради та підтримку щодо речей, пов’язаних із повсякденним життям їхніх нащадків. Члени вірять, що шанування свого акху гарантує, що вони залишатимуться щасливими та задоволеними в Дуаті.
Способи, за допомогою яких члени вважають, що вони можуть вшановувати своїх акху, варіюються від практики зберігання домашніх святинь предків, на які можна робити жертви, до написання листів до акху та розміщення їх на веб-сайті, спеціально призначеному для цього, ця практика імітує практику написання листів помершим, що була в Стародавньому Єгипті.
У кеметичній ортодоксії Акху зазвичай поділяють на три категорії: сімейні, національні та асоціативні.
- Сімейні Акху представляють собою померлих членів сім'ї, таких як батьки, брати і сестри, діти тощо.
- Національні Акху пов'язані з організацією кеметичної ортодоксії. Паралель із традиціями Стародавнього Єгипту — шанування фараона чи знаменитого простолюдина.
- Асоціаційні Акху – це будь-які інші Акху, пов’язані з особою. Вони можуть бути через фактичний контакт, через спільний інтерес або будь-яку іншу причину формування зв’язку. Приклади можуть включати знаменитостей або політичних лідерів.[16]

### Участь та повага до вірян
Членів заохочують вважати релігію свого роду розширеною сім’єю. House of Netjer пропонує духовні консультації, дискусійні групи та спілкування в чатах через IRC і на своєму форумі, щоб сприяти цьому. Рух також підкреслює важливість сім'ї в особистому житті прихильників. Віра заохочує до зміцнення стосунків і розуміння людини з членами її родини. Це поняття пов'язане з принципом шанування Акху.

Подвійна корона є символом правління, а отже, і символом Нісут. Дві частини корони символізують дві частини (верхню і нижню) Стародавнього Єгипту.

### Визнання Сіуди релігійним лідером руху (Нісутом)
Визнання Тамари Л. Сіуди духовним лідером, або Нісут-Біті, також є центральним принципом кеметичної ортодоксії, оскільки релігія заснована на її вченнях та лідерстві. Крім того, прихильники вважають, що нинішнє втілення «королівського ка», або духу Гора, проживає в Нісуті. Після її коронації в 1996 році, її послідовники вважають, що вона стала 196-м фараоном релігії Стародавнього Єгипту. Фараон у Стародавньому Єгипті був не лише політичним правителем Кемета, а й прямим релігійним контактом між людьми та Богами. Прихильники кеметичної ортодоксії вважають, що Сіуда заповнює лише релігійний аспект цього титулу та посади. Вони не поклоняються їй як самому Богові, а приписують їй напівбожественний статус.
Роль Нісута включає виконання щоденних ритуалів для дотримання маат і розвіювання ісфет (протилежність маат), регулярну молитву за членів віри та консультування своїх послідовників у релігійних питаннях.

## Богослужіння
Поклоніння богам в рамках кеметичної ортодоксії має багато форм. Існують офіційні, державні ритуали, які виконуються священнослужителями і Нісутом кеметичної ортодоксії; є сенут, щоденний обряд, який виконують члени храму; і є інші, більш персоналізовані форми поклоніння, які залишаються на розсуд окремого практикуючого. Крім того, кеметична ортодоксія дотримується календаря свят, отриманого з історичних джерел, який був звірений для відповідності тим самим небесним явищам, що й стародавні календарі.
У кеметичній ортодоксії існує кілька різних видів групових ритуалів. Вони можуть проводитися як повністю в реальному житті так і одночасно через Інтернет-чат. Ритуали, що проводяться таким чином, повністю святкуються особисто в Святині Істини та Матері, поки священик описує, що відбувається учасникам, які зібралися в чаті. У певні моменти особам, які беруть участь через одночасну трансляцію, може бути запропоновано виконати ритуальну дію вдома, і їх попросять повідомити священика, який записує подію, коли вони це зроблять.
Однак Сіуда зазначає, що «Кеметична ортодоксія — це релігія що має присутність у Інтернеті, а не Інтернет-релігія». Це відображається в існуванні офлайнових зібрань і ритуалів. Члени руху збираються в Tawy House у серпні на кеметичний Новий рік, Веп Ронпет. Як найбільше зібрання, це найкращий приклад події, яку рух проводить офлайн. Це включає в себе ритуали, спілкування, лекції та майстер-класи.

### Особиста практика
Нижче наведено кілька прикладів особистого поклоніння та ритуалів.

#### Особисті святині
Більшість членів руху облаштовують домашні святині божествам, яким вони поклоняються. Основні предмети такої святині включають в себе кадильницю або дифузор, лампу або свічку та місце для пожертвувань. Храми можуть містити образи певних божеств або вони можуть мати більш загальну спрямованість. Вони часто містять предмети, які були піднесені божеству або божествам. Людина використовує цю святиню для виконання різних ритуалів, включаючи щоденний обряд Сенут. Люди можуть вшановувати своїх "улюблених" божеств, а також божеств на св'ята, божеств, пов’язаних з порою року, або навіть божеств, щодо яких вони мають особливе прохання.
На додаток до цих особистих святинь, зосереджених на божествах, членам кеметичної ортодоксії рекомендується встановлювати святині своїм предкам (Акху). Ці святині часто містять пам’ятні знаки померлих людей, близьких до члена Церкви, і є центральним центром шанування предків у домі члена.

#### Сенут
Сенут, що означає «святиня», — це обряд, який Сіуда встановила для членів релігії як засіб офіційного поклоніння в містах, де бракувало офіційних святинь. Ритуал Сенут складається з різних обрядів і є «повнофункціональним ритуалом для індивідуального використання, але містить усі необхідні елементи всіх кеметичних ритуалів, незалежно від того, практикує їх один чи тисяча».

## Історія
Кеметична ортодоксія виросла з особистого вчення Сіуди. Храм був заснований у 1988 році, коли вона стверджувала, що пережила низку видінь під час посвячення в вікканську жрицю. Вона покинула свій вікканський будиночок, щоб відновити якомога більше вірувань стародавньої єгипетської релігії, як її практикували, здобувши ступінь єгиптолога з цією ж метою. У той час вона створила невелику групу для вивчення єгиптології та поклоніння, кількість членів якої поступово зростала. У 1993 році група була федерально визнана релігійною організацією та змінила назву з House of Bast на House of Netjer. У 1999 році храм отримав статус звільненого від податків.
У 2003 році House of Netjer придбав будівлю для Храму в Джолієт, штат Іллінойс. У будівлі знаходиться головна святиня прихильників релігії (The Truth and the Mother Shrine). Сюди також входять офіси деяких членів священства, а також постійне житло та офіс Сіуди.